# Капланці
Капланці (біл. вёска Капланцы) — село в складі Березинського району Мінської області, Білорусь. Село є адміністративним центром Капланецької сільської ради, розташоване в східній частині області.